# Светски дан девојчица
Светски дан девојчица је међународни празнични дан који су прогласиле Уједињене нације; он се такође зове Дан девојчица и Међународни дан девојчица. Први Дан девојчица је био 11.10.2012. године и његово обележавање подржава више могућности за девојчице и повећава свест о родној неједнакости са којом се суочавају девојке широм света на основу њиховог пола. Ова неједнакост обухвата области као што су право на образовање/приступ образовању, исхрану, законска права, медицинску негу и заштиту од дискриминације, насиље над женама и неслободне дечје бракове. Прослава Дана такође “одражава успешно појаву девојака и младих жена као посебне скупине у развојне политике, програма, кампања и истраживања.”

## Позадина
Међународни дан девојчица повећава свест о многим питањима и неједнакости са којима се суочавају девојчице широм света. Многи глобални развојни планови не укључују или не узимају  у обзир девојке, а многа питања са којима се суочавају и проблеми постају "невидљиви." Више од 62 милиона девојчица широм света немају приступ образовању. Широм света и колективно, девојке узраста од 5. година до 14. година потроше преко 160 милиона сати више на кућне обавезе  у односу на дечаке истог узраста. Глобално, једна од четири девојке ступају у брак пре 18. године. Дана 11. октобра 2016. године, Ема Вотсон,  амбасадорка добре воље Уједињених нација, позвала је земље и породице широм света да спрече дечије бракове. Многе девојке широм света су жртве  сексуалног насиља, а починиоци често пролазе некажњено.
Дан девојчица помаже у подизању свести не само по питањима са којима се девојке суочавају, али и са оним што ће се вероватно десити када се решавају ти проблеми. На пример, образовање девојке помаже да се смањи стопа дечијих бракова, болести и помаже у јачању економије доприносећи девојкама приступ боље плаћеним пословима.

## Историја
Међународни дан девојчица иницијативно је почео као пројекат Plan International, невладине организације која делује широм света. Идеја за међународни дан поштовања и славља је израсла из Plan International's Зато што сам девојка кампање, која подиже свест о важности неговања девојке глобално и у земљама у развоју и посебно. Plan International представници у Канада је пришао канадској федералној влади да тражи коалиционе присталице и подигне свест иницијативе на међународном нивоу. На крају, Plan International је позвао Уједињене нације да се укључе.
Међународни дан девојчица је формално предложен као резолуције Канаде у Генералној скупштини Уједињених нација. Rona Ambrose, Канадска министарка за статус жена, је била покровитељ резолуције; делегација жена и девојака су извршиле презентацију у прилог иницијативи на 55. Комисије УН за статус жена. 19. децембра 2011. године, Генерална скупштина Уједињених нација гласала да донесе резолуцију која се усваја 11. октобра 2012. године, и проглашава се Светски дан девојчица. У резолуцији се наводи да Дан девојчица признаје оснаживање и улагање у девојчице, које су од кључне важности за економски раст, укључујући искорењивање сиромаштва и екстремно сиромаштво, као и значајно учешће девојчица у доношењу одлука које утичу на њих, су кључни за разбијање циклуса дискриминације и насиља и у промовисању и заштити пуно и уживање у њиховом људским правима и признајући и да јачање девојке захтева њихово активно учешће у доношења одлука процесе и активну подршку и ангажовање родитеља, старатеља, породице и здравствених услуга, као и за дечаке и мушкарце и ширу заједницу [...]
До 2013. године, широм света, било је око 2.043 догађаја за Дан девојчица.

## Догађаји широм света
Разни догађаји за промоцију Дана девојчица планирани су у више земаља. Неки су под покровитељством Уједињених нација, као што је концерт у Мумбају, у Индији. Невладине организације, као што Girl Guides Australia, дају подршку догађајима и активностима везаним за Међународни дан девојчица. Локалне организације су развили своје догађаје, као што су девојке и фудбал у Јужној Африци, који ће дистрибуирати мајице за Међународни дан девојчица у знак сећања на марш 20.000 жена, који је одржан 1956. године, под називом Црна крила. Целодневна манифестација одржана је на лондонској South Bank у 2013. године, која је укључивала позоришне и филмске представе које изводе Body Gossip, организације која се бори за телесним изгледом и проблемима менталног здравља. За први Дан девојчица, виртуелни догађај је развијен од стране Sage Girl и iTwixie да доведе хиљаде појединаца и организација заједно мрежи.
У 2016. години, Лондон је одржао Жене света фестивал где је упарено 250 лондонских девојчица школског узраста са женама менторима. Такође, током 2016. године, председник Сједињених Америчких Држава Барак Обама, издао је проглас којим подржава крај родној равноправности.
Друштвене мреже користе хаштаг, #dayofthegirl да прате догађаје и новости о овом дану.